# Бетриксабан
Бетриксабан (PRT054021, PRT064445, Бевикса, англ. betrixaban, Bevyxxa) — пероральный антикоагулянт, прямой ингибитор активированного фактора свертывания X. Препарат применяется в США для профилактики тромбозов у госпитализированных пациентов с факторами риска во время их нахождения в стационаре и в течение 35—42 дней после выписки. В отличие от других ингибиторов FXa, бетриксабан практически не метаболизируется цитохромом CYP3A4 и не обладает существенной почечной экскрецией.

## История
Бетриксабан был синтезирован специалистами фармацевтической компании Millennium Pharmaceuticals. В 2004 г. права на молекулу перешли компании Portola pharmaceuticals.  
В исследованиях II фазы бетриксабан изучался для профилактики тромбозов у пациентов с неклапанной фибрилляцией предсердий и протезированием коленных суставов. Однако в дальнейшем разработка препарата была переориентирована на пролонгированную профилактику тромбозов у госпитализированных больных с факторами риска. В этой категории больных долгое время преимущественно использовался инъекционный препарат эноксапарин. Обычно введения препарата прекращались сразу после выписки пациента из стационара, несмотря на сохраняющийся риск тромбозов.  
Сравнительные исследования ривароксабана (Ксарелто) и апиксабана с эноксапарином показали их недостаточную безопасность в этой категории больных.  
Бетриксабан стал первым пероральным антикоагулянтом, одобренным для пролонгированной профилактики венозных тромбоэмболических осложнений у взрослых пациентов, находящихся на стационарном лечении вследствие острого заболевания и имеющих факторы риска развития тромбозов (такие как умеренная или тяжелая степень иммобилизации или иные) в США. Разрешение FDA было получено 23 июня 2017 г. Бетриксабан не получил одобрения EMA.

## Эффективность
Эффективность бетриксабана изучалась в международном рандомизированном клиническом исследовании III фазы APEX, в котором приняли участие 7513 пациентов. В сравнении с эноксапарином (клексаном) бетриксабан лучше защищал пациентов от развития тромботических осложнений. При этом частота серьезных кровотечений достоверно не различалась. 

## Регуляторный статус в РФ
По состоянию на октябрь 2024 препарат не зарегистрирован в РФ. 